# Onykia carriboea
Onykia carriboea é uma espécie de molusco pertencente à família Onychoteuthidae.
A autoridade científica da espécie é Lesueur, tendo sido descrita no ano de 1821.
Trata-se de uma espécie presente no território português, incluindo a zona económica exclusiva.